# Empidonax difficilis
Empidonax difficilis là một loài chim trong họ Tyrannidae. Đây là loài bản địa các vùng ven biển phía tây Bắc Mỹ, bao gồm Thái Bình Dương và nam Vịnh California, xa về phía bắc như British Columbia và nam Alaska, nhưng được thay thế ở các vùng nội địa bằng loài đớp ruồi Cordiller. Hai loài này được xếp vào một loài duy nhất, thường được gọi là loài đớp ruồi phương Tây, bởi Hiệp hội các nhà điều khiển học Hoa Kỳ cho đến năm 1989. Vào mùa đông, cả hai loài di cư về phía nam đến Mexico, nơi chúng hầu như không thể phân biệt được với nhau.

## Hình ảnh

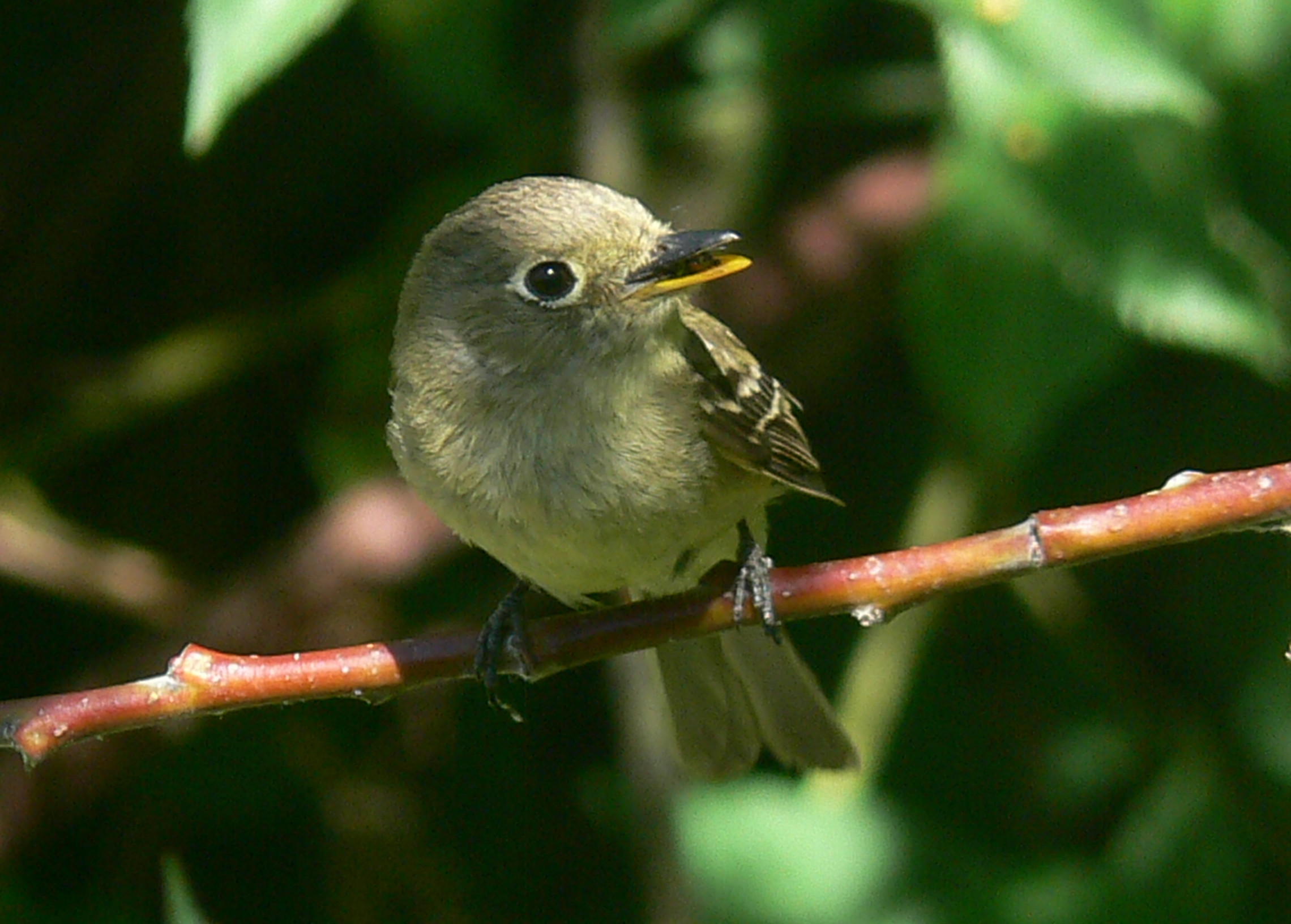
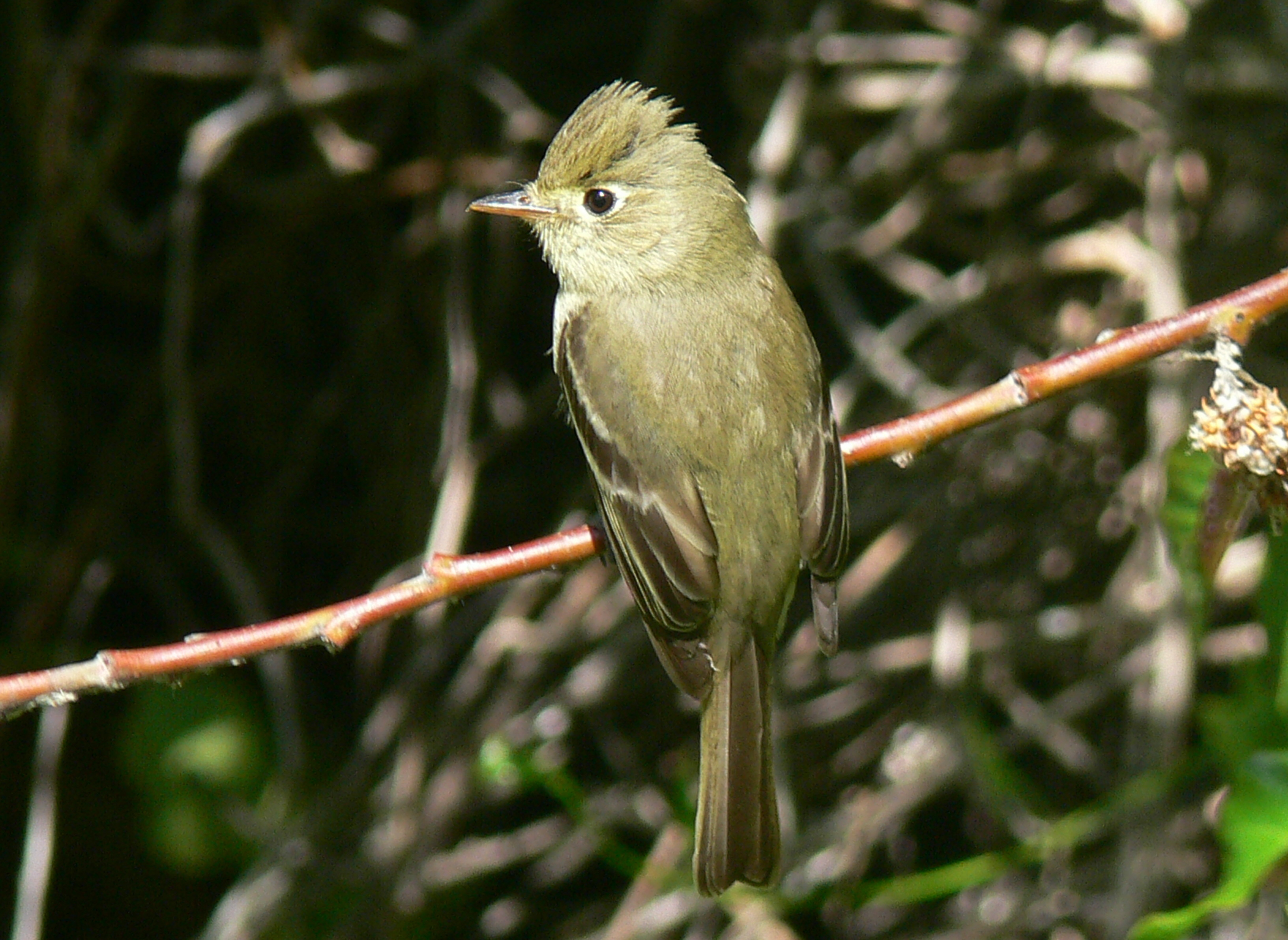